# Charlie Parker
Charles Christopher Parker Jr. (Kansas City, Kansas, 29 d'agost del 1920 - Nova York, 12 de març del 1955), conegut per Charlie Parker, fou un saxofonista i compositor estatunidenc de jazz.
Sobrenomenat Bird, és considerat com el millor saxofonista de la història, sent una de les figures claus en l'evolució del jazz i un dels seus artistes més llegendaris i admirats.
Juntament amb Bud Powell i Dizzy Gillespie, és l'iniciador del bebop.
El seu estil trenca amb el del swing i es basa en la improvisació sobre una melodia, modificant els acords, creant així noves melodies sobre l'estructura dels temes. En aquest sentit, a banda de la seua obra interpretativa, Parker és autor de diversos temes que s'han convertit en estàndards del jazz: "Anthropology", "Ornithology", "Scrapple From the Apple", "Ko Ko", "Now's the Time" i "Parker's Mood".

## Ressenya biogràfica
Charlie Parker va créixer a Kansas City (Kansas), tot i que va créixer a Kansas City (Missouri). Tocà en un principi la tuba baríton abans de canviar-se al saxòfon. Sa mare s'oposà a la tuba, pensant que no era un instrument adequat per a ell, així que, estalviant de tots els llocs, li comprà un saxo alt. Aprengué de manera autodidacta fixant-se en els grans saxofonistes de l'època, sobretot en Lester Young i Buster Smith, les seues primeres influències. Als catorze anys, abandonà l'escola per submergir-se totalment en l'ambient musical de la seua ciutat. Després d'algunes experiències frustrants en diverses jam sessions, Parker aconseguí, després de treballar molt la seua tècnica, ser considerat ja el 1937 (quan es va unir a l'orquestra de Jay McShann) una primera figura del jazz.
Parker arribà per primera vegada a Nova York el 1939, on va treballar com a rentaplats en un club on podia escoltar totes les nits Art Tatum. Realitzà el seu primer enregistrament amb Jay McShann l'any 1940, improvisant solos destacats amb un petit grup de l'orquestra de McShann en temes com "Oh, Lady Be Good" i "Honeysuckle Rose". Amb la big band de McShann aconseguiria, el 1941, impressionar les audiències amb les seues noves idees musicals. Després de tocar amb Dizzy Gillespie per primera vegada el 1940, va tenir una breu col·laboració amb l'orquestra de Noble Sissle l'any 1942; tocà el saxo tenor amb l'orquestra de bop d'Earl Hines el 1943 i va estar diversos mesos de 1944 en l'orquestra del cantant Billy Eckstine, encara que l'abandonaria abans que el grup fes els seus primers enregistraments. Gillespie formava part també de les orquestres de Hines i Eckstine; a finals del 1944, ambdós músics començaren a treballar junts.
Encara que Charlie Parker va enregistrar amb el grup de Tiny Grimes el 1944, va ser la seua col·laboració amb el trompetista el 1945 que el donaria a conèixer de manera definitiva en el món del jazz, amb temes tan nous com "Groovin' High", "Dizzy Atmosphere", "Shaw 'Nuff", "Salt Peanuts" i "Hot House" (la cèlebre peça de Tadd Dameron); els seus solos representaven una novetat absoluta per als oients acostumats als convencionalismes de Glenn Miller i Benny Goodman. Els seus enregistraments del 1943 i 1944 donaren entitat al bop, una música que era més una evolució del swing que no pas una revolució, tot i que el seu impacte fou extraordinari.
La carrera de Parker es va veure perjudicada per les drogues. Addicte a l'heroïna quasi des de l'adolescència, molts músics el van imitar en açò amb la convicció que així podrien elevar la seua qualitat musical.
Quan Gillespie i Parker (coneguts com a "Diz and Bird") viatjaren a Los Angeles, foren rebuts amb una mescla d'hostilitat i indiferència, sobretot pels músics més veterans. Tornaren a Nova York, però de manera impulsiva, Parker decidí quedar-se a Los Angeles i després d'alguns enregistraments i interpretacions (incloent-hi la clàssica versió d'"Oh, Lady Be Good" amb Jazz at the Philharmonic), la combinació de drogues i alcohol desembocà en un atac cerebral i sis mesos de confinament al Camarillo State Hospital. Al gener del 1947, un cop rehabilitat, tornà a Nova York i realitzà algunes de les millors interpretacions de la seua carrera, liderant un quintet que incloïa Miles Davis, Duke Jordan, Tommy Potter i Max Roach. Parker, que va enregistrar simultàniament per a les companyies Savoy i Dial, va estar en plena forma durant els anys 1947-1951, visitant Europa el 1949 i 1950, i realitzant el vell somni d'enregistrar amb cordes el 1949 en signar amb el segell Verve de Norman Granz.
El 1951, la seua llicència de cabaret li fou revocada a Nova York, la qual cosa li dificultava tocar en clubs. Els seus problemes amb les drogues s'agreujaren i, encara que podia continuar tocant de manera inspirada (com demostra el seu enregistrament del 1953 en el concert de Massey Hall, amb Gillespie), la seua carrera entrà en declivi. El 1954, amb la mort de la seua filla a causa de la manca de diners per a tractar-la adequadament d'una pneumònia, protagonitzà dos intents de suïcidi, i, finalment, morí el març del 1955 a l'edat de 34 anys.
L'endemà, pels carrers, es pogueren llegir múltiples grafits que deien: "Bird lives" ('Bird viu').
La novel·la curta (o conte llarg) El perseguidor, de Julio Cortázar, és una gran biografia "no autoritzada", una "minibiografia novel·lada" de Charlie Parker. Recrea uns moments del "Bird" com mai ningú no ho ha fet. Cortàzar va ser un gran amant del jazz i, òbviament, Charlie Parker havia de ser en la seva discografia.

## Selecció discogràfica
Parker enregistrà discos amb tres companyies; Savoy i Dial documenten millor el seu treball inicial, mentre que Verve és representativa dels seus últims anys de carrera:
- Savoy (1944-1949)
- Dial (1945-1947)
- Verve (1946-1954)

També hi ha disponibles molts enregistraments en directe, de qualitat diversa. Aquesta n'és una breu selecció:
- Live at Townhall w. Dizzy (1945, publicat per primera vegada el 2005)
- Bird and Diz at Carnegie Hall (1947)
- Bird on 52nd Street (1948)
- Jazz at the Philharmonic (1949)
- Charlie Parker All Stars Live at the Royal Roost (1949)
- One Night in Birdland (1950)
- Bird at the High Hat (1953)
- Charlie Parker at Storyville (1953)
- Jazz At Massey Hall (1953)

Cal fer una menció especial dels enregistraments llegendaris de Dean Benedetti, una enorme quantitat de material enregistrat per un fan obsessiu. Considerat com a perdut o merament mític, aquest material ressorgí finalment i fou publicat per Mosaic Records.

## Tributs
- L'any 1988, es va estrenar una pel·lícula biogràfica titulada "Bird", protagonitzada per Forest Whitaker com a Parker i dirigida per Clint Eastwood.
- L'any 2015 s'estrenà a Philadelphia la "bebopera" Charlie Parker’s YARDBIRD, amb música de Daniel Schnyder i llibret de Bridgette A. Wimberly.[2]

## Mostres
- de "Bird of Paradise".